# Baelelea
Le baelelea (ou mbaelelea) est une des langues des Salomon du Sud-Est, parlée par 8 800 locuteurs (1999), dans le nord de Malaita. Le	baelelea et le baeggu sont presque également compréhensibles avec le to’abaita et le lau.